# Potamethus mucronatus
Potamethus mucronatus är en ringmaskart som först beskrevs av Moore 1923.  Potamethus mucronatus ingår i släktet Potamethus och familjen Sabellidae. Inga underarter finns listade i Catalogue of Life.